# Greenfield (hrabstwo Sauk)
Greenfield – miasto w Stanach Zjednoczonych, w stanie Wisconsin, w hrabstwie Sauk.